# 준 (포터블 미디어 플레이어)

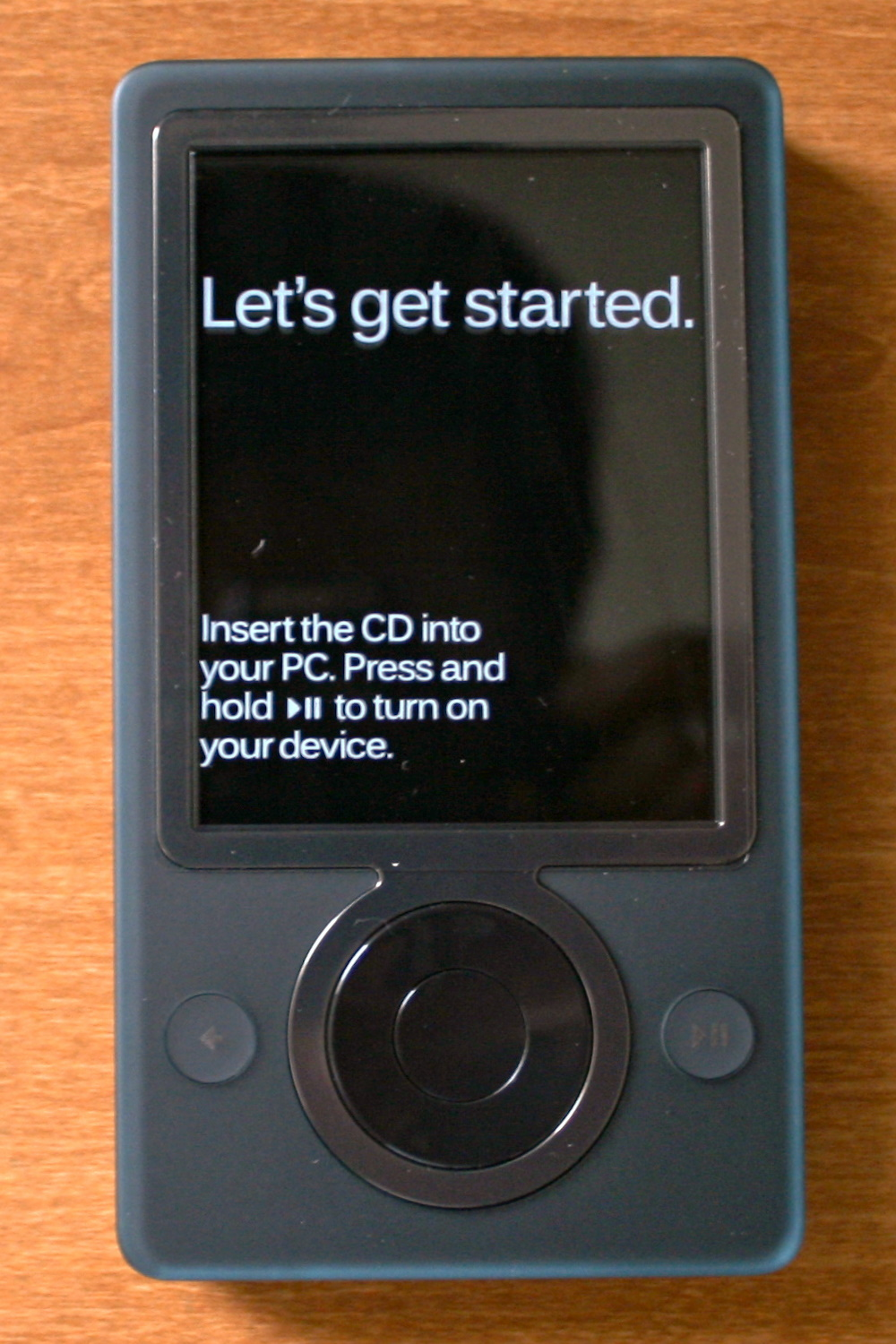
마이크로소프트 준

준(Zune)은 마이크로소프트가 생산하는 휴대용 미디어 플레이어이다. 1세대 모델은 2006년 11월 14일에 30GB의 하드디스크를 사용한 모델로 발매되었다. 2세대는 플래시 메모리를 사용한 4GB, 8GB 버전과 하드디스크를 사용한 80GB 버전으로 나뉘어 2007년 11월에 출시되었다. 하지만 대한민국에서는 출시되지 않았다.
2011년 10월부터 준의 하드웨어 생산은 중단되어 휴대용 미디어 플레이어의 형태로는 더 이상 생산되지 않는다. 2012년 6월에는 모든 준 서비스의 지원이 중단되었다. 윈도우 8 PC와 태블릿 PC, 윈도우폰 등을 포함한 마이크로소프트 사의 최신 제품들에서는, 준을 대신하여 엑스박스 뮤직과 비디오가 디지털 미디어 컨텐츠를 지원하는 역할을 하고 있다. 다만 준이라는 명칭은 여전히 윈도우폰 계열의 소프트웨어에서 사용된다.

## 개관

### 1세대
준의 첫 번째 모델은 하얀색, 검은색, 갈색 총 세 가지 색상으로 출시되었다. 3인치 QVGA LCD 스크린을 장착했으며 도시바의 30GB의 하드디스크와 FM 라디오, 와이파이를 지원한다. 음악 파일로는 MP3와 WMA, AAC를 지원하며, 동영상 파일은 WMV 포맷의 파일을 지원한다. 준의 소프트웨어에서는 MPEG4 포맷과 H.264 포맷 동영상 파일의 변환을 지원한다.
준과 다른 기기들의 큰 차이점으로는 준과 준을 이어줄 수 있는 와이파이 기능을 들 수 있다. 이 기능은 음악, 녹음 파일, 플레이리스트, 그림 파일에 대해서만 지원된다. 다른 준에서 가져온 음악 파일은 3일 동안 3회만 들을 수 있다. 3일이 지나거나 3회가 지나면 기간이 만료된다. 이 기능을 사용해 다른 준으로부터 받은 음악을 다시 받을 수는 없다. 모든 곡들이 이런 기능을 지원하는 것은 아니며, 준 마켓플레이스에 있는 곡들 중에서 음반사가 이 기능을 미지원하도록 설정해 놓은 경우에는 다른 준과 그 곡을 공유하는 것이 불가능하다.
충전 시간은 총 3시간이지만, 2시간 정도면 전체 배터리 용량의 90% 이상이 충전된다.

### 2세대
준의 두 번째 모델은 2007년 10월에 발표되어 11월에 출시되었다. 준 4와 준 8은 각각 4, 8GB 용량의 플레시 디스크를 사용하였으며, 준 80은 80GB 용량의 하드 모델로 출시되었다. 1세대보다 배터리가 수명이 향상되었고, 무게도 가벼워졌다.

### 준 HD
준 HD는 2009년 9월 15일에 출시된 준 시리즈의 가장 최신 모델이며 NVIDIA 사의 다코타 패딩 칩셋을 채용한 첫 기기이다. 4GB와 8GB 용량의 플래시 메모리를 사용한다. 3.3인치 OLED를 장착했으나 HD라는 이름과 달리 그 해상도는 480x272로 기기 자체는 HD 해상도가 아니다. 그러나 같이 출시된 AV Dock를 이용해 HDMI나 컴퍼지트 비디오로 720p 재생을 지원한다.

## 같이 보기
- 아이팟
- 마이크로소프트
- MP3
- MP3 플레이어